# Nicolas Masson de Morvillers
Pour les articles homonymes, voir Morvillers (homonymie) et Masson.
Nicolas Masson de Morvillers est un géographe et poète français né vers 1740 à Morvilliers (Aube). Il fut secrétaire général du duc d'Harcourt, gouverneur de Normandie, et mourut à Paris le 29 septembre 1789.
Il est l'auteur de plusieurs ouvrages de géographie européenne et de petites pièces en vers publiées notamment dans l'Almanach des Muses.
Il rédigea avec François Robert les trois tomes consacrés à la Géographie moderne par l'Encyclopédie méthodique.

## Œuvres principales
- Abrégé élémentaire de la géographie universelle de la France (Paris, 2 vol., 1774)[1]
- Abrégé élémentaire de la géographie universelle de l'Italie (1774)[2]
- Abrégé élémentaire de la géographie universelle de l'Espagne (1776)[3]
- Œuvres mêlées en vers et en prose (Paris, 1789)[4]